# Peinture de cabinet

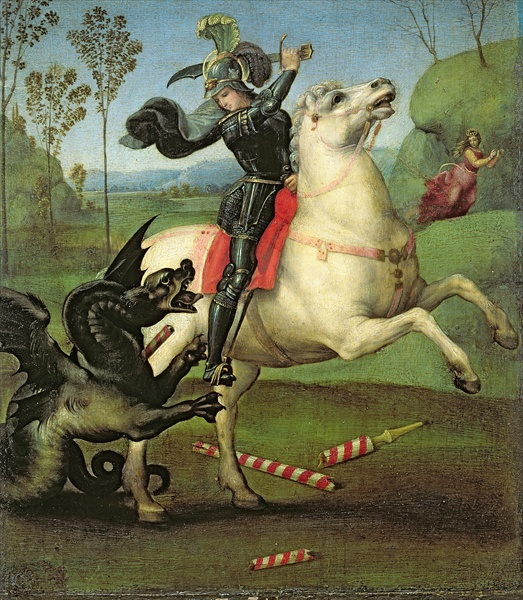
Saint Georges et le Dragon, de Raphaël (vers 1503-1505, musée du Louvre, Paris).

Une peinture de cabinet est une peinture de petit format, en général pas plus grande qu'environ 60 cm aussi bien en long qu'en large, mais souvent bien plus petite. Le terme est plus particulièrement utilisé pour des peintures représentant des figures entières à petite échelle, s'opposant aux représentations à échelle réelle, et peintes avec beaucoup de précision et un haut degré de finition.

## Origine du terme

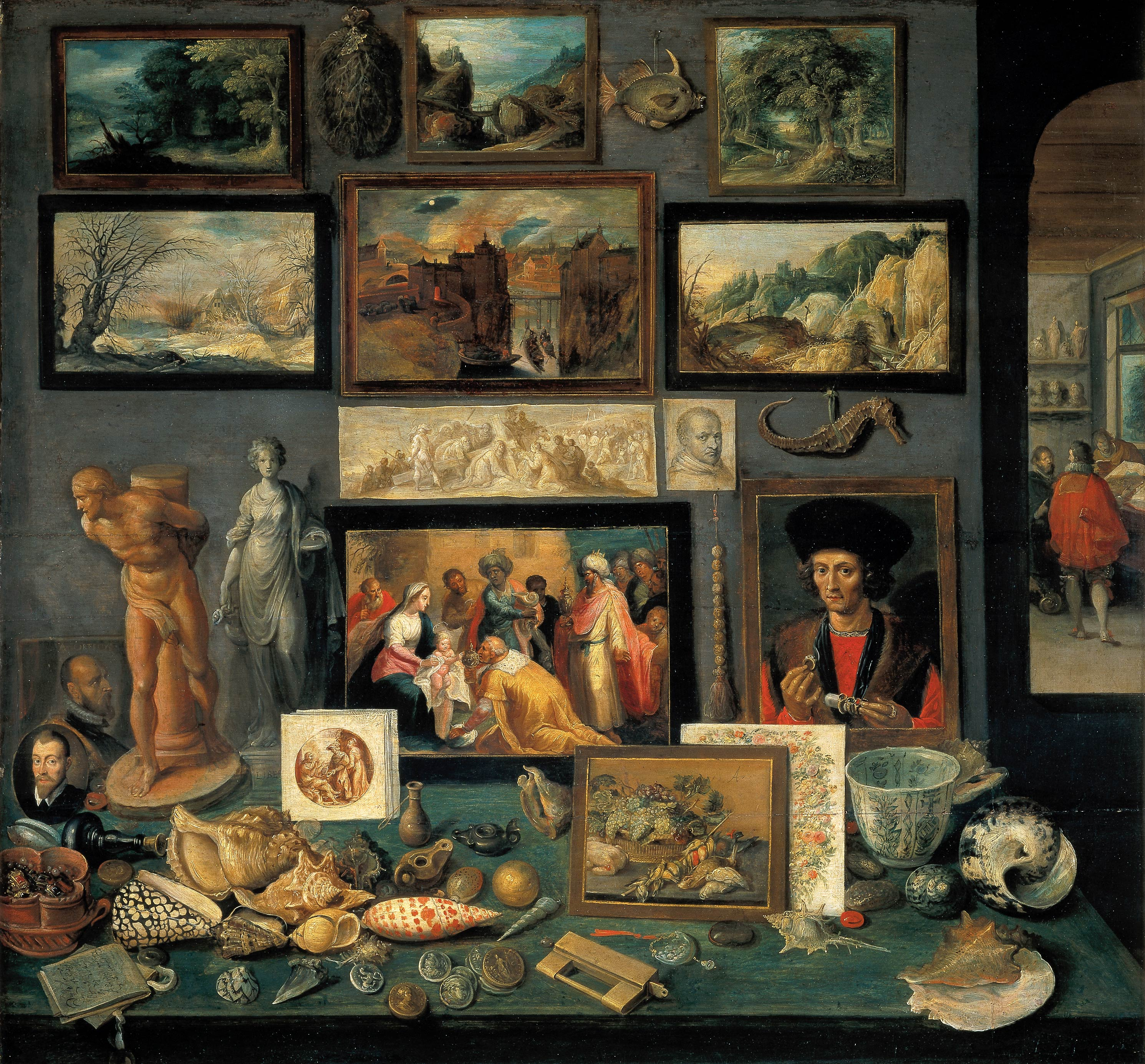
Frans II Francken, Preziosenwand (Mur aux trésors ou Cabinet d'un collectionneur, 1636, Musée d'histoire de l'art de Vienne).

À partir du XVe siècle, les riches collectionneurs d'art conservaient de telles peintures dans un « cabinet » : une pièce relativement petite et privée. Cette pièce pouvait être utilisée comme studio ou bureau, ou simplement de séjour ; chauffer les pièces principales de grandes propriétés en hiver était difficile, alors les petites pièces étaient plus confortables. Elles offraient par ailleurs une plus grande intimité, étant à usage individuel, aussi bien vis-à-vis des domestiques que des résidents et des visiteurs.
Plus tard, ces peintures furent exposées dans des vitrines, également appelées cabinets, bien que le terme retenu pour le type de peinture vient bien du nom de la pièce et non du meuble. D'autres petits objets précieux, dont les miniatures (enluminures comme portraits), des estampes des vieux maîtres, des livres, des petites sculptures et autres curiosités de toutes sortes formaient dans cette pièce un cabinet de curiosités.
Rares sont les cabinets ayant survécu avec tout leur contenu ; un exemple est celui de Ham House à Richmond (Londres), du XVIIIe siècle. Très petit (moins de 10 m2), il avait une vue sur l'entrée principale de la maison, permettant l'observation des allées et venues. La plupart des grandes demeures et palais datant d'avant le XVIIIe siècle possèdent de telles pièces mais ne sont pas accessibles aux visiteurs. Il y a cependant de plus grands exemples, comme  le  studiolo italien ; ainsi  le studiolo de François Ier à Florence, dont les peintures qui y sont conservées furent de véritables commandes destinées à cette pièce, ce qui n'est, en général, que rarement le cas.

## Peintres de cabinet

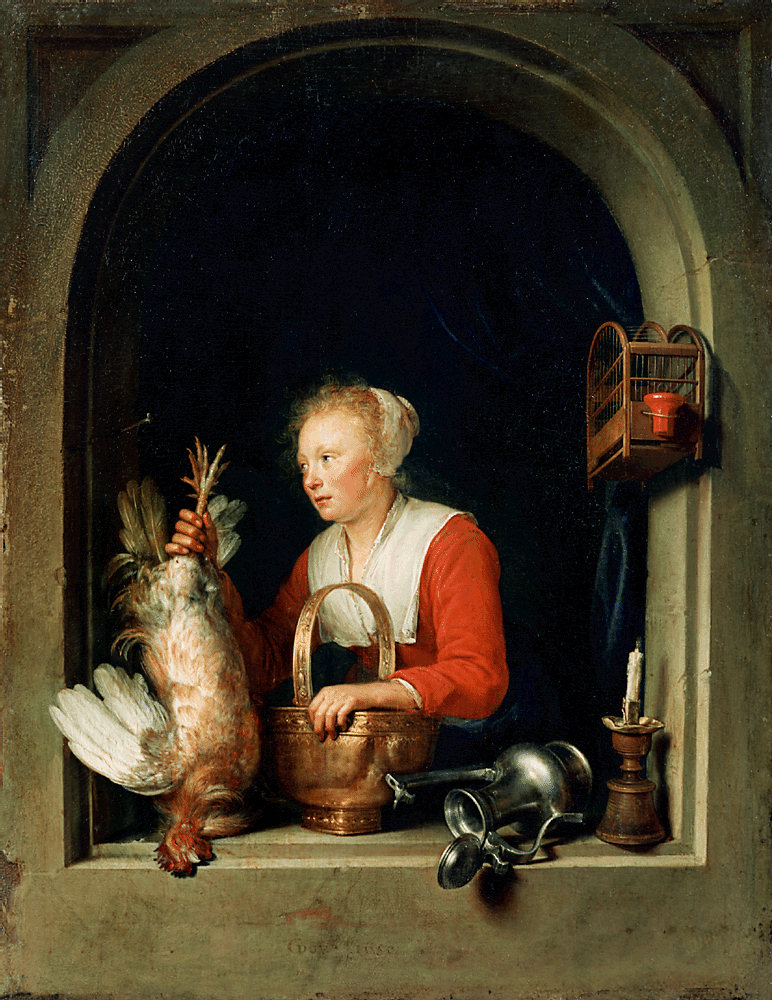
Gérard Dou, La Ménagère néerlandaise (1650,, musée du Louvre, Paris.

De petites peintures ont été produites à toutes les périodes de l'art occidental, mais certaines périodes et certains artistes sont plus représentatifs : Raphaël et l'allemand Adam Elsheimer ont réalisé de nombreuses peintures de cabinet, qui ont été copiées à de très nombreuses reprises.
Les artistes néerlandais du XVIIe siècle ont également eu une importante production de petites peintures, notamment avec Jan Brueghel l'Ancien, Hendrick van Balen, Frans II Francken et Hendrick de Clerck. Les peintres de l'École de Leyde étaient estampillés « Fijnschilders » (peintres précieux, méticuleux), pour la grande qualité des finitions de leurs tableaux.
Antoine Watteau, Jean-Honoré Fragonard et d'autres peintres français du XVIIIe siècle ont également été très productifs, et leurs œuvres accordaient une importance particulière à l'esprit et l'atmosphère plutôt qu'à une finition technique minutieuse.

## Les miniatures de cabinet

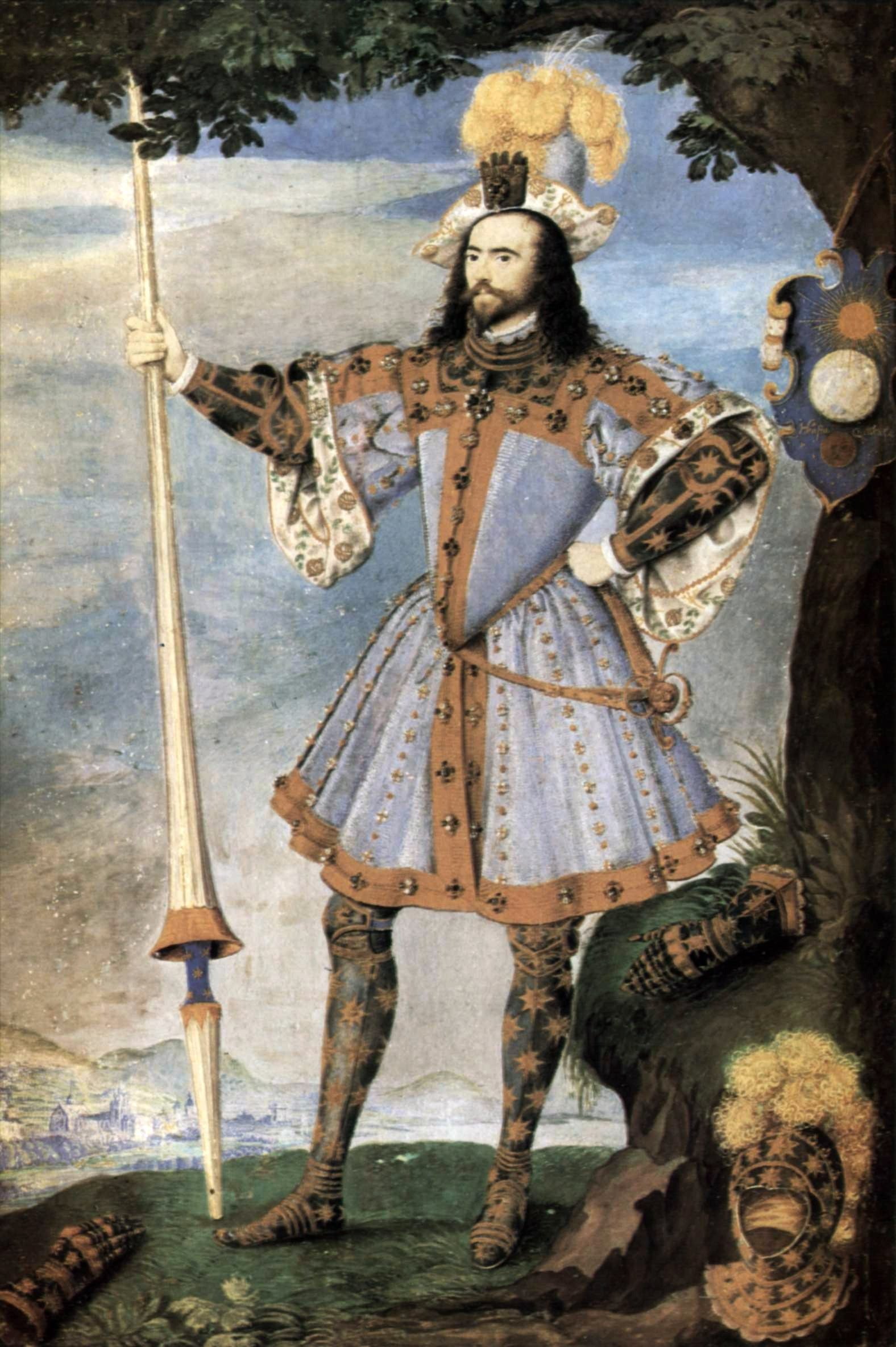
Nicholas Hilliard, George Clifford, 3e comte de Cumberland (1590,, National Maritime Museum, Londres.

Une miniature de cabinet est plus grande qu'une miniature, représentant en général le corps entier et allant jusqu'à un maximum d'environ 25 cm.
Les premières ont apparu en Angleterre vers la fin des années 1580, sous l'impulsion de Nicholas Hilliard et Isaac Oliver.

## Peinture de cabinet contemporaine
En 1991, une exposition intitulée Cabinet Painting eut lieu à Londres, au Hove Museum and Art Gallery (en) et à Swansea à la Glynn Vivian Art Gallery (en). Elle présentait plus de soixante peintures de cabinet d'artistes contemporains.

## Équivalent en sculpture
Il y avait également un type de sculpture équivalent aux peintures de cabinet : petites, en général en bronze. L'artiste le plus représentatif fut Giambologna, qui produisait des versions réduites sur mesure de ses sculptures originales, ainsi que d'autres directement de petite taille.
De petites antiquités, incluant les pièces de monnaie, étaient régulièrement exposées dans les cabinets.